# Milizac-Guipronvel
Milizac-Guipronvel est commune nouvelle française créée le 1er janvier 2017, située dans le département du Finistère en région Bretagne.
Elle regroupe les communes de Milizac et de Guipronvel qui deviennent des communes déléguées. Son chef-lieu se situe à Guipronvel.

## Géographie

### Localisation
La commune est à une quinzaine kilomètres au nord-ouest de Brest.

### Communes limitrophes
| Tréouergat  | Plouguin           | Coat-Méal    |
| Lanrivoaré  | Milizac-Guipronvel | Bourg-Blanc  |
| Saint-Renan | Guilers            | Brest Bohars |

### Hydrographie
Pour un article plus général, voir Réseau hydrographique du Finistère.
La commune est située dans le bassin Loire-Bretagne. Elle est drainée par l'aber bénouic et divers autres petits cours d'eau,.

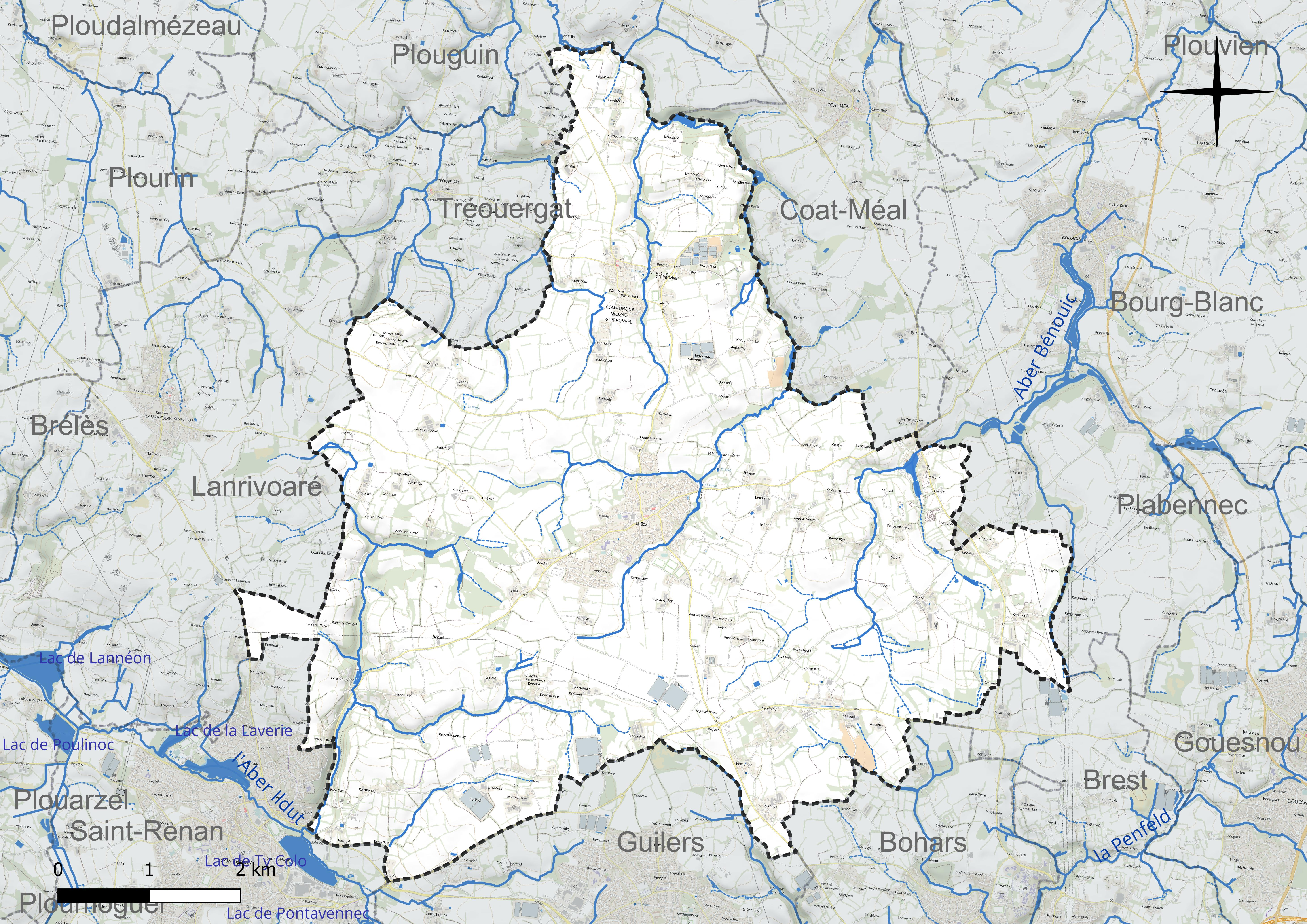
Réseau hydrographique de Milizac-Guipronvel.

### Climat
Pour des articles plus généraux, voir Climat de la Bretagne et Climat du Finistère.
En 2010, le climat de la commune est de type climat océanique franc, selon une étude du CNRS s'appuyant sur une série de données couvrant la période 1971-2000. En 2020, Météo-France publie une typologie des climats de la France métropolitaine dans laquelle la commune est exposée à un climat océanique et est dans la région climatique Finistère nord, caractérisée par une pluviométrie élevée, des températures douces en hiver (6 °C), fraîches en été et des vents forts. Parallèlement l'observatoire de l'environnement en Bretagne publie en 2020 un zonage climatique de la région Bretagne, s'appuyant sur des données de Météo-France de 2009. La commune est, selon ce zonage, dans la zone « Monts d'Arrée », avec des hivers froids, peu de chaleurs et de fortes pluies.
Pour la période 1971-2000, la température annuelle moyenne est de 11,8 °C, avec  une amplitude thermique annuelle de 9,4 °C. Le cumul annuel moyen de précipitations est de 1 026 mm, avec 15,9 jours de précipitations en janvier et 8,2 jours en juillet. Pour la période 1991-2020, la température moyenne annuelle observée sur la station météorologique la plus proche, située sur la commune de Ploudalmézeau à 8 km à vol d'oiseau, est de 12,1 °C et le cumul annuel moyen de précipitations est de 997,1 mm,. Pour l'avenir, les paramètres climatiques de la commune estimés pour 2050 selon différents scénarios d'émission de gaz à effet de serre sont consultables sur un site dédié publié par Météo-France en novembre 2022.

## Urbanisme

### Typologie
Au 1er janvier 2024, Milizac-Guipronvel est catégorisée bourg rural, selon la nouvelle grille communale de densité à 7 niveaux définie par l'Insee en 2022.
Elle appartient à l'unité urbaine de Milizac-Guipronvel, une unité urbaine monocommunale constituant une ville isolée,. Par ailleurs la commune fait partie de l'aire d'attraction de Brest, dont elle est une commune de la couronne,. Cette aire, qui regroupe 68 communes, est catégorisée dans les aires de 200 000 à moins de 700 000 habitants,.

## Toponymie
Voir celles de Guipronvel et de Milizac.

## Histoire
Il convient de se reporter aux articles consacrés aux anciennes communes fusionnées.

## Politique et administration

### Conseil municipal
Jusqu'aux élections municipales de 2020, le conseil municipal de la nouvelle commune est constitué de l'ensemble des conseillers municipaux des anciennes communes.
| Nom                | Code Insee | Intercommunalité         | Superficie (km2) | Population (dernière pop. légale) | Densité (hab./km2) |
| ------------------ | ---------- | ------------------------ | ---------------- | --------------------------------- | ------------------ |
| Guipronvel (siège) | 29076      | Pays d'Iroise Communauté | 8,39             | 787 (2014)                        | 94                 |
| Milizac            | 29149      | Pays d'Iroise Communauté | 33,23            | 3 515 (2014)                      | 106                |

### Liste des maires
| Période        | Période                   | Identité                                          | Étiquette | Qualité                                                          |
| -------------- | ------------------------- | ------------------------------------------------- | --------- | ---------------------------------------------------------------- |
| 3 janvier 2017 | En cours (au 26 mai 2020) | Bernard Quillévéré Réélu pour le mandat 2020-2026 | DVG       | Commerçant Conseiller départemental de Saint-Renan (2017 → 2021) |

## Population et société

### Démographie
L'évolution du nombre d'habitants est connue à travers les recensements de la population effectués dans la commune depuis sa création.

En 2022, la commune comptait 4 733 habitants, en évolution de +6,7 % par rapport à 2016 (Finistère : +2,16 %, France hors Mayotte : +2,11 %).
| 2015  | 2016  | 2017  | 2018  | 2022  |
| ----- | ----- | ----- | ----- | ----- |
| 4 393 | 4 436 | 4 478 | 4 521 | 4 733 |

## Économie
Il convient de se reporter aux articles consacrés aux anciennes communes fusionnées.

## Culture locale et patrimoine
Il convient de se reporter aux articles consacrés aux anciennes communes fusionnées.